# NIC-21B
La NIC-21B o NIC-21 es una importante carretera nacional clasificada como troncal principal en Nicaragua. Esta vía comienza en el Sur, conectándose con la NIC-9 a la altura de Muy Muy, y culmina como la NIC-21B con la NIC-5 en el municipio de Siuna, luego se convierte en la NIC-21 y termina en el centro de Bilwi, Región Autónoma de la Costa Caribe Norte.

## Extensión
Con una extensión de 376,13 km, la NIC-21B juega un rol clave en la conectividad y transporte de la región.